# Daniela Santanchè
Daniela Garnero Santanchè (pronunciación en italiano: /daˈnjɛːla santaŋˈkɛ/) (nacida el 7 de abril de 1961) es una empresaria y una política italiana. Fue subsecretaria de Estado de 2010 a 2011 durante el Cuarto Gabinete de Berlusconi.

## Estudios y vida personal
Bautizada como Daniela Garnero, Santanchè nació en Cuneo, Piamonte. Se mudó a Turín para estudiar ciencias políticas, y a los 21 se casó con Paolo Santanchè, un cirujano plástico. Ella fue empleada por su compañía en un rol administrativo.
Después de estudiar ciencias políticas, en 1983 fundó una compañía que se enfocaba en marketing. Más tarde adquirió acciones de la compañía multimillonaria, junto con Flavio Briatore, Lele Mora, Paolo Brosio y Marcello Lippi.
En 1995, dejó a su marido, Paolo Santanchè, y comenzó una relación con Canio Mazzaro, un empresario farmacéutico de Potenza. Su matrimonio con Paolo Santanchè fue declarado desierto por la Rota Romana. En política, ella ha seguido usando el apellido Santanchè, a pesar de un caso judicial fallido de su exmarido para tratar de detenerla. Su compañero actual es el periodista Alessandro Sallusti, editor de il Giornale, un diario propiedad de Paolo Berlusconi y Vittorio Feltri.

## Política local con Alianza Nacional
En la década de 1990, Santanchè se convirtió en asistente de Ignazio La Russa, y en 1995 se unió a la derechista Alianza Nacional.
Santanchè trabajó como consultora para la Junta del Municipio de Milán, dirigido por Gabriele Albertini, y en junio de 1999 fue elegida concejal del Consejo de la provincia de Milán.
En 2001, Santanchè se postuló sin éxito para un puesto en la Cámara de Diputados Italiana, pero en su lugar ocupó un escaño dejado vacante por su colega Viviana Beccalossi.
Desde 2003 hasta junio de 2004, Santanchè se desempeñó como asesora del Municipio de Ragalna, una ciudad en la provincia de Catania, que se ocupa de deportes y eventos.

## Política nacional con Alianza Nacional
Santanchè ocupó el cargo de jefe del departamento de igualdad de oportunidades para la Alianza Nacional de 2005 a 2007.
En 2005, Santanchè fue duramente criticada cuando mostró su dedo medio, en un gesto de insulto, hacia una protesta estudiantil contra la reforma escolar de Moratti.
En 2005, Santanchè fue nominada para llevar a cabo la discusión de la Ley Financiera anual, la primera mujer en la historia de Italia en dicho papel. En 2006, fue reelegida para la Cámara de Diputados Italiana con Alleanza Nationale en la circunscripción de Milán.
El 22 de octubre de 2006, mientras participaba en un espectáculo en vivo, Controcorrente, para discutir asuntos relacionados con el velo islámico, Santanchè fue criticada por el imán de Segrate. El prefecto de Milán declaró que su seguridad estaba en riesgo y que consideraría la posibilidad de tomar medidas de seguridad para protegerla.

## La Derecha (2008)
Más de un año después, el 10 de noviembre de 2007, Daniela Santanchè renunció al partido Alianza Nacional para unirse al nuevo partido La Derecha de Francesco Storace. El mismo día, fue nombrada oradora oficial del partido.
Santanchè era entonces la candidata para ser primera ministra por La Derecha en las elecciones generales de Italia de 2008. Junto con Flavia D'Angeli (Izquierda Crítica) y Fabiana Stefanoni (Partido de la Alternativa Comunista), fue la primera mujer en ser candidata a ser primera ministra italiana.[cita requerida]
La Derecha no obtuvo la cantidad necesaria de votos (4 % para la Cámara, 8 % para el Senado) para ingresar al Parlamento y Daniela Santanchè por lo tanto terminó su mandato parlamentario. Después de siete años como diputada, recibió 65 534 euros como indemnizaciones por terminación y 3605 euros mensuales como asignación de por vida. Ella declaró que donaría esto a la caridad.

## Movimiento por Italia (2008-09)
El 28 de septiembre de 2008, después de discutir con el secretario del partido Francesco Storace, Santanchè abandonó el partido. Poco después, con Diego Zarneri y otros expolíticos de La Derecha, fundó el movimiento político Movimiento por Italia (MpI), para acercarse al Pueblo de la Libertad de Silvio Berlusconi.
El 20 de septiembre de 2009, apareció con Diego Zarneri en la fiesta religiosa de Eid ul-Fitr en Milán. Según los musulmanes, Santanchè intentó revelar algunas mujeres, causando una reacción por parte de los hombres locales. En su versión, Santanchè dice que pidió a la policía que aplicara la ley italiana, que prohíbe aparecer en público con un velo, y que no hizo contacto con una mujer musulmana. Luego, ella declaró que había sido agredida y golpeada, pero esto fue negado por los testigos musulmanes. En el hospital, la examinaron y encontraron magulladuras en el pecho, que tardarían 20 días en sanar. El 25 de septiembre, en el periódico Il Fatto Quotidiano, un breve video filmado por peacereporter parece desmentir cualquier presunto asalto a Santanchè. En el video, se muestra a Santanchè tratando de cruzar la barrera policial, mientras que no se muestra ningún ataque contra ella. Los abogados de Santanchè desestimaron el video como una invención y publicaron una copia de los informes en el hospital y la policía.

## Escándalo del título de 2011
El 22 de marzo de 2011, la revista Oggi publicó un artículo en el que afirmaba que, aunque en su currículum Santanchè afirmaba tener un MBA de la Universidad Bocconi, la propia universidad no tenía constancia de haberle concedido ningún título de ese tipo. Santanchè no renunció, afirmó que estaba diciendo la verdad y amenazó con demandar a la revista por difamación. No ha aparecido ninguna prueba de su título, aunque parece que asistió a otro curso no especificado en la universidad.